# Daniel August Schwarzkopf
Daniel August Schwarzkopf (* 1738 in Ostrau bei Halle, Königreich Preußen; † 8. April 1817 in Kassel, Kurfürstentum Hessen) war Hofgärtner und Garteninspektor der Landgrafen Friedrich II. und Wilhelm IX. von Hessen-Kassel und maßgeblich an der Umgestaltung des heutigen Bergparks Wilhelmshöhe in einen englischen Landschaftspark beteiligt.

## Anfangszeit
Daniel August Schwarzkopf war der Sohn des Architekten und Gärtners Benjamin Rudolph Schwarzkopf (um 1700–1752). Er besuchte die Schule des Waisenhauses in Halle (Saale) (heute: Franckesche Stiftungen). Die Ausbildung zum Gärtner absolvierte er zunächst beim Vater, anschließend bei Verwandten und in den Niederlanden und England. Er arbeitete in Salzdahlum, im Großen Garten des Schlosses Herrenhausen, in privaten Gärten, und 1757 bei dem Grafen Daniel von der Schulenburg in Lucklum. Anschließend war er bei Friedrich August von Veltheim (1709–1775), Wolfenbütteler Hofgerichtspräsident, als Gärtner angestellt, wo er auch an der Harbkesche‘n wilden Baumzucht mitarbeitete, die frei wachsende exotische Bäume – vornehmlich aus Nordamerika – für heimische Parkanlagen aufziehen sollte. Das Anpflanzen solch exotischer Gewächse in Parkanlagen war damals in Mode gekommen. Schwarzkopf wurde von Friedrich August von Veltheim auf eine Studienreise nach England geschickt, wo er insbesondere die Aufzucht und Pflege solch frei wachsender exotischer Bäume studieren und auch entsprechende Pflanzen kaufen sowie die englischen Parkanlagen studieren sollte. Die Studienreise dauerte bis 1759.

## Kassel
Veltheim empfahl Schwarzkopf 1767 an den Landgrafen Friedrich II. von Hessen-Kassel, der einen Spezialisten für exotische Bäume suchte, um sie auch in seinen Parkanlagen anpflanzen zu können. Schwarzkopf legte in Kassel eine entsprechende Baumschule an und begann den Bergpark Wilhelmshöhe (damals: Weißenstein-Park) mit Bäumen aus Nordamerika zu bepflanzen und sonst im Stil eines englischen Landschaftsparks zu gestalten. Unter seiner Leitung wurde unter anderem die Roseninsel im Bergpark Wilhelmshöhe geschaffen, eine der größten Rosensammlungen in Europa am Ende des 18. Jahrhunderts. Schwarzkopf gilt als erster Rosenzüchter in Deutschland und war damit europaweit erfolgreich. Die Rosensorte „Perle von Weißenstein“ war einer seiner Zuchterfolge. Inhaltlich bezog sich Schwarzkopf bei seiner Gartengestaltung auf Christian Cay Lorenz Hirschfeld und dessen theoretisches Werk zur Gartenkunst. Der zeitgenössische Schriftsteller Rudolf Erich Raspe (1736–1794) äußerte sich höchst positiv über die Leistungen Schwarzkopfs.
Nach seinem Regierungsantritt in Hessen-Kassel 1785 beabsichtigte Landgraf Wilhelm IX. große Änderungen, auch an seinen Parkanlagen. Schwarzkopf erhielt dafür ab der Saison 1786 monatlich einen Betrag von 1000 Reichstalern zur Verfügung gestellt. Er nahm unter den Gärtnern des neuen Landesherren eine herausgehobene Stellung ein und begleitete den Landesherrn auch auf dessen Reise zur Parkanlage von Wörlitz 1788. 1791 ernannte Wilhelm ihn zum „Garten-Inspector über sämtliche Fürstlichen Gärten“. Damit war er Chef der für die einzelnen Gartenanlagen zuständigen Gärtner. Zu seinem Zuständigkeitsbereich zählten auch die von Kassel weiter entfernt liegenden Gärten in Hofgeismar, Nenndorf und Hanau. Ab 1794 war er zusätzlich für die Karlsaue zuständig.